# Парра, Пабло
Пабло Алехандро Парра Рубилар (исп. Pablo Alejandro Parra Rubilar; 23 июля 1994, Чильян, Чили) — чилийский футболист, атакующий полузащитник клуба «Коло-Коло» и сборной Чили.

## Клубная карьера
Парра — воспитанник клуба «Ньюбленсе». 5 мая 2010 года в матче против «Кобрелоа» он дебютировал в чилийской Примере. 18 августа 2013 года в поединке против «Универсидад де Чили» Пабло забил свой первый гол за «Ньюбленсе». В начале 2014 года Парра для получения игровой практики был арендован клубом «Кокимбо Унидо». 12 января в матче против «Сан-Луис Кильота» он дебютировал в чилийской Примере B. 19 января в поединке против «Депортес Ла-Серена» Пабло сделал «дубль», забив свои первые голы за «Кокимбо Унидо». По окончании аренды он вернулся в «Ньюбленсе».
Летом 2016 года Парра перешёл в «Кобрелоа». 30 июля в матче против «Кокимбо Унидо» он дебютировал за новую команду. 21 августа в поединке против «Унион Сан-Фелипе» Пабло забил свой первый гол за «Кобрелоа».
В начале 2019 года Парра был арендован клубом «Универсидад де Чили». 16 февраля в матче против «Кобресаль» он дебютировал за новую команду. По окончании аренды Пабло ненадолго вернулся в «Кобрелоа». Летом 2020 года Парра был арендован свои бывшим клубом «Кокимбо Унидо». По окончании аренды он остался в клубе. Летом 2021 года Парра перешёл в мексиканскую «Пуэблу». 26 июля в матче против «Монтеррей» он дебютировал в мексиканской Примере. 25 сентября в поединке против «Крус Асуль» Пабло забил свой первый гол за «Пуэблу». 

## Международная карьера
27 марта 2021 года в товарищеском матче против сборной Боливии Парра дебютировал за сборную Чили. 9 декабря в поединке против сборной Мексики Пабло забил свой первый гол за национальную команду.

### Голы за сборную Чили
| #   | Дата           | Место                  | Противник | Счёт | Результат | Соревнование      |
| --- | -------------- | ---------------------- | --------- | ---- | --------- | ----------------- |
| 01. | 9 декабря 2021 | Q2 Stadium, Остин, США | Мексика   | 2:2  | 2:2       | Товарищеский матч |